# En la otra camilla
En la otra camilla es un cortometraje, que homenajea a la comedia de enredo clásica.
Dirigida por Luis Melgar, producida por dosdecatorce producciones, y escrita por el propio director junto con Inmaculada Izquierdo, cuenta las peripecias que le ocurren a dos torpes secuestradores en un hospital, mientras procuran proveer de atención médica a su secuestrado, después de que este intente suicidarse.
Rodada íntegramente en Sevilla, en el antiguo Hospital Militar Vigil de Quiñones, durante los días 25, 26 y 27 de agosto, y 1, 2 y 3 de septiembre de 2006. Se estrenó en Sevilla, el 27 de marzo de 2008.

## Sínopsis
El tranquilo día de dos pintorescos secuestradores, Alfonso (Roberto Drago) y Marta (María Botto), va a cambiar cuando el anciano empresario que retienen intenta suicidarse.

## Reparto
| Personaje              | Actor               |
| ---------------------- | ------------------- |
| Alfonso                | Roberto Drago       |
| Marta                  | María Botto         |
| Viejo, Antonio Fuentes | Juan Carlos Sánchez |
| Médico                 | Paco Tous           |
| Rosi                   | Maite Sandoval      |
| El Pibe                | Paul Lapidus        |
| Cirujano               | Mauricio Bautista   |
| Subcomisario           | Juan Motilla        |
| Enfermera Coqueta      | Celia Vioque        |
| Enfermera              | María Cabrera       |
| Asuntos Sociales       | Marta Sánchez       |